# Erzbahn Silberhütte–Neudorf
| Silberhütte–Neudorf   | Silberhütte–Neudorf |
| --------------------- | ------------------- |
| Bremsberg Silberhütte |                     |
| Streckenlänge:        | 4,5 km              |
| Spurweite:            | 750 mm (Schmalspur) |
|                       |                     |

Die Erzbahn Silberhütte–Neudorf war eine Industriebahn in Sachsen-Anhalt.
Die 4,5 km lange Schmalspurbahn mit 750 mm Spurweite wurde 1886/87 gebaut und verband mehrere Erzgruben in Neudorf mit Silberhütte. Da die Strecke am oberen Talrand des hier steil abfallenden Selketals endete, wurde die Steigung in Silberhütte mithilfe eines Bremsberges überwunden. Zur nahegelegenen Selketalbahn hatte die Industriebahn keine Verbindung. Die Bahnstrecke, die ausschließlich dem Erztransport und dem Werksverkehr diente, wurde bis 1912 betrieben.
Einziges Triebfahrzeug war eine Dampflokomotive von Krauss. Der Wagenpark bestand aus sieben Wagen für den Personenverkehr und 18 Kipploren mit jeweils 2,5 Tonnen Nutzlast.

## Galerie

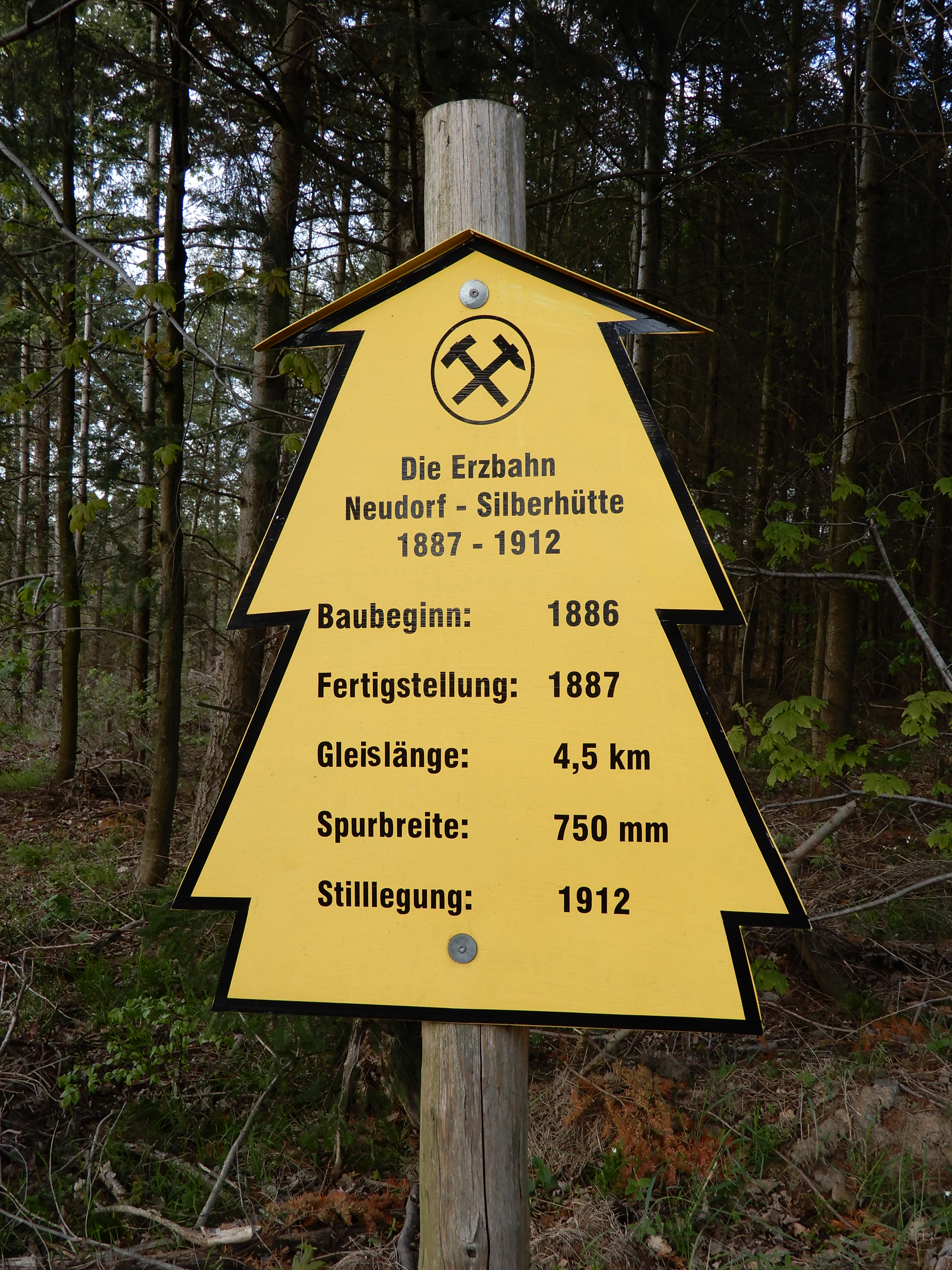
Daten
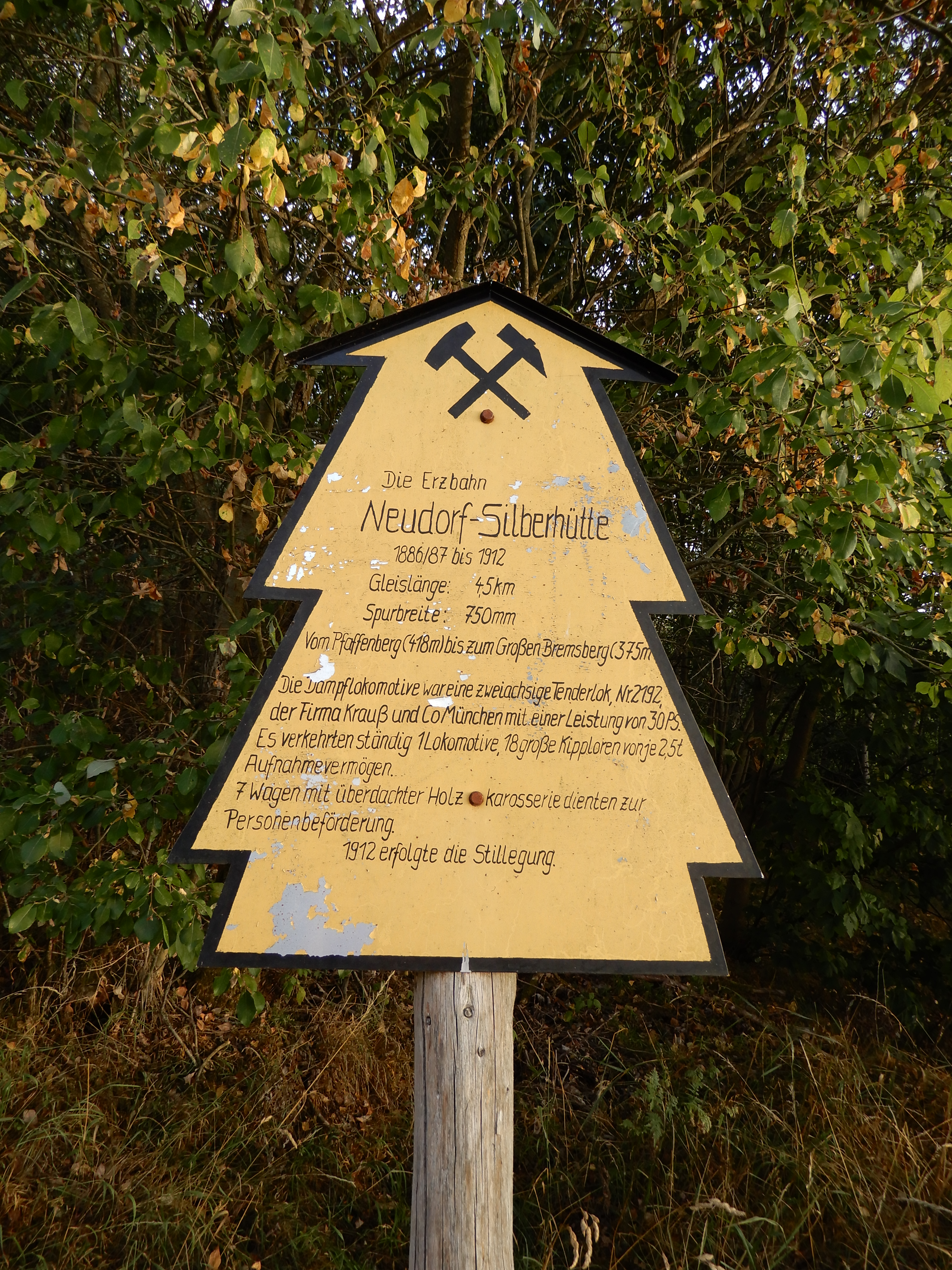
Infotafel